# Fratria Fortis
Fratria Fortis (укр. Братство непохитних) (читається Фратрія Фортіс) - це клуб спортивного ножового і паличного бою, у якому займаються контактним спортом із застосуванням зброї (ножів, палиць і т.д.), не спираючись на традиції певних стилів чи напрямків. Спортивні заняття у рамках клубу засновуються на принципах здорового способу життя та дусі товариського змагання.

## Історія створення
Клуб було засновано в 2008 році як незалежне співтовариство любителів ножового фехтування під назвою "Клуб любительського ножового бою" (КЛНБ). З 2009 року інструктори клубу, черпаючи методичні напрацювання з різних джерел (С.П.А.С., Коі Танто Дзюцу "СФЕРА", традиційне європейське фехтування, Dog Brothers тощо), розвивали власну технічну базу і систему навчання, що відповідає принципам контактного спорту. Накопичивши турнірний досвід та розвинувши своє розуміння спортивного ножового бою, клуб обрав собі нову назву "Fratria Fortis", що з латині перекладається як «Братство непохитних» або «Непохитне братство»   . Члени клубу брали участь у різноманітних змаганнях, відкритих килимах, семінарах і міжклубних зустрічах.
З 2011 року клуб проводить семінари з ножового бою і фехтування, практикуми-інтенсиви, відкриті тренування, виступає на фестивалях і тематичних заходах.
Ідеологію клубу, його філософію і підхід в цілому найкраще виражає його герб . Ніж (у традиційній геральдиці подібна зброя трактується як меч, старовинна зброя у вигляді довгого двосічного ножа з руків'ям і ефесом) символізує готовність до захисту Вітчизни, роду, міста від ворогів, а також участі в боях. Члени клубу тримають в руках зброю, яку готові використовувати на змагальному килимі або захищаючи своє життя, честь чи ідеали. Крім цього, ніж є пріоритетною зброєю (крім ножових, практикуються бої на коротких і довгих палицях), що виражено як у гербі, так і в назві клубу.
Крило, як древній символ прагнення досягнути нових висот, символізує потяг до пізнання без закостенілих догм, слідуючи по чіткому, але й досить гнучкому, Шляху. Щит підкреслює миролюбність і патріотизм клубу.
Головним інструктором клубу (стаж викладання з 2010 року) є Костянтин Ульянов (псевд. Valde Khan) : переможець та призер численних турнірів, автор курсу психологічної підготовки і профілактики бойового стресу «Броньований розум», має почесну грамоту від заступника міністра оборони за навчання офіцерів, віце-президент Федерації Військово-Спортивного Хортингу України зі спортивної роботи, голова відділу «Ножовий бій».

## Програма тренувань
Основними напрямками діяльності клубу є:
- Ножове фехтування\ножовий бій
- Паличний бій \спортмеч \стікфайтинг
- Загальна та спеціальна фізична підготовка
- Боротьба в стійці і партері як частина ножового і паличного бою
- Елементи самооборони від ножа
- Середньовічне кинджальне фехтування (факультативно)

## Правила клубу
- Якщо ви прийшли до нас на тренування, ви приймаєте наші правила.
- Той, хто загубив (впустив на підлогу) макет зброї під час тренування, повинен віджатися 15 разів.
- Про травми і хвороби, котрі заважають тренуванню, слід попереджати заздалегідь.
- Поважати товаришів по тренуванню.
- Остаточне рішення з усіх питань завжди належить старійшинам клубу.
- Старійшини мають право відмовити в тренуваннях будь-якій людині без пояснення причини.
- Будь-які політичні та релігійні погляди залишаються за дверима залу і поза межами клубу.

## Основні досягнення та участь в турнірах
- 17 березня 2018 року - Кубок Скіфського Воїна зі спортивного ножевого бою "Залізний Акінак" (1-ше місце - Ільющенков О. у номінації "Чоловіки. Ліга 1", 2-е місце - Ліщинський О. у номінації "Чоловіки. Ліга 1", 1-ше місце - Передистий І. у номінації "Чоловіки. Ліга 2", 1-ше місце - Петришин Дарина, 2-е місце - Ницько Крістіна та 3-є місце - Іскра Варвара у жіночій номінації) [9]
- 16 грудня 2017 року - Турнір з ножового бою "Пам'яті Романа Воловника 2017" (1-ше місце - Ільющенков О. та 2-е місце - Шевчук О. у номінації "Чоловіки. Професіонали", 3-е місце - Ліщинський О. у номінації "Чоловіки. Початківці", 1-ше місце - Красько О., 2-е місце - Петришин Д. та 3-є місце - Єкімєнко В. у жіночій номінації) [10]
- 26 березня 2016 року - "Кубок Blade Brothers" (1-ше місце - Ільющенков О. у номінації "Ветерани", 1-ше місце - Красько Ольга та 2-е місце - Сидорчук Анна у жіночій номінації)
- 20 грудня 2015 року - Турнір з ножового бою "Пам'яті Романа Воловника" (Категорія "жінки": 1-е місце - Красько О., 2-ге місце - Сидорчук А., 3-є місце - Глинська Є. Категорія "чоловіки до 175 см": 2-ге місце - Смірнов М., 3-є місце - Тєлков Є. Категорія "чоловіки вище 175 см": 1-е місце - Ільющенков О., 3-є місце - Бачек Р.) [11]
- 21 листопада 2015 року - Першість м. Києва у розділі "Бій на палицях" з військово-спортивного хортингу [12]
- Серпень 2015 року - Великий відкритий килим зі збройних єдиноборств
- Квітень 2015 року - "Кубок Blade Brothers" (1-ше місце - Бачек Руслан у номінації "Початківці", 1-ше місце - Красько Ольга та 3-тє місце - Сидорчук Анна у жіночій номінації)
- 12 жовтня 2014 року - Турнір "Покрова" на Майдані Незалежності (1-е місце - В.Лінніков, 2-е місце - Ю.Сидоряк) [13]
- 13 вересня 2014 року - Клубний турнір з паличного бою (1-е місце - В.Лінніков, 2-е місце - Є.Тєлков)
- 9 серпня 2014 року - Клубний турнір (1-е місце - Сидоряк Ю.,  2-е місце - Лінніков В.)
- 16 листопада 2013 року - Турнір з ножового бою "Пам'яті Романа Воловника"
- 13 жовтня 2013 року - Кубок Київського Фехтувального Клубу (КФК Cup)
- 2013 рік - "Першість Києва з спортивного ножового і паличного бою 2013" (Третій турнір Kiev-Soft) (Номінація - спортніж (чоловіки): 2-е місце Б.Ващенко, 3-е місце -  Д.Іващенко. Номінація - спортніж (жінки): 1-е місце - О.Красько, 2-е місце - О.Ключкей, 3-е місце - Є.Пузанова) [14]
- Квітень 2013 року - «Кубок Blade Brothers» (Чоловіча номінація: 1-е місце - Олександр Ковалевич. Жіноча номінація: 1-е місце - Ольга Красько, 2-е місце - Ірина Ковальчук, 3-е місце - Євгенія Пузанова)
- 10 лютого 2013 року - "Великий Відкритий Килим 2013"
- Квітень 2012 року - «Кубок Blade Brothers»
- 4 лютого 2012 року - "Великий Відкритий Килим 2012" [15]
- 5 листопада 2011 року - Турнір з ножового бою "Пам'яті Романа Воловника"
- Квітень 2011 року - «Кубок Blade Brothers»
- 28 травня 2011 року - Турнір з ножового бою на Міжнародному фестивалі субкультур «Шлях Вовка 2011» [16]
- 2011 рік - «Кубок Виклику»
- Серпень 2011 року - «Прилуцький герць», м.Прилуки [17]
- Листопад 2010 року - "Першість Києва з спортивного ножового і паличного бою 2010"
- Червень 2010 року - "Кубок Чорного моря"
- Квітень 2010 року - «Кубок Blade Brothers»
- 14 лютого 2010 року - "Відкрита Першість Києва з спортивного ножового і паличного бою" по першій редакції правил Kiev-Soft